# Spoorlijn Oranienburg - Jüterbog
De spoorlijn Oranienburg - Jüterbog, ook wel Umgehungsbahn of Brandenburger Umgehungsbahn genoemd, was een spoorlijn tussen Oranienburg en Jüterbog in de Duitse deelstaat Brandenburg. De verschillende deeltrajecten zijn/waren als spoorlijn 6505 (Oranienburg - Nauen), 6105 (Nauen - Priort), 6068 (Priort - Golm) en 6115 (Golm - Jüterbog) onder beheer van DB Netze.

## Geschiedenis
Tegen het eind van de 19e eeuw werd het de wens van het leger om sporen rond Berlijn aan te leggen. Ook voor het goederenvervoer werd in 1902 een project gestart. Dit bestond uit een aan te legen Umgehungsbahn spoorlijn tussen Jüterbog via Potsdam, Nauen en Kremmen naar Oranienburg. Zo werden de volgende spoorwegmaatschappijen met elkaar verbonden.
De Magdeburger Bahn, de Lehrter Bahn en de Hamburger Bahn gebruikten de Umgehungsbahn tussen Potsdam Park Sanssouci over Wustermark en Nauen. In de volgende jaren werd het traject verlengd van Berlijn naar Jüterbog een de Anhalter Bahn en Oranienburg aan de Preußische Nordbahn.
Het traject werd in 1915 verlengd van Nauen over Kremmen naar Oranienburg.
In de jaren '20 werd het rangeerstation Seddin bij Potsdam aan de Berlin-Blankenheimer Bahn gebouwd. Tevens werd het traject Seddin bij Potsdam over Saarmund aan de Berliner Außenring naar Großbeeren aan de Anhalter Bahn geopend.
In de periode 1940/41 werd een provisorische verbinding gerealiseerd van Teltow aan de Anhalter Bahn over Schönefeld door Oost-Berlijn en Berlijn-Karow aan de Stettiner Bahn.
Na de Tweede Wereldoorlog en de deling van Duitsland werd de Umgehungsbahn een belangrijk onderdeel van het spoorwegnet van de Deutsche Reichsbahn. In begin 1950 werd bij station Altes Lager een verbindingsboog met de Anhalter Bahn.
Na de bouw van de muur en de sluiting van de Hamburger Bahn werd sinds december 1961 het treinverkeer over het trajectdeel tussen Wustermark en Nauen over de Bredower Kurve geleid. Voor goederenvervoer bleef dit een reservetraject. Het rangeerstation Steddin was een belangrijk knooppunt ook met Transitzüge naar West-Berlijn.
In 1967 werd personenvervoer op het traject tussen Nauen en Oranienburg stilgelegd. Het goederenvervoer werd omgeleid via de Berliner Außenring.
Het goederenvervoertraject tussen Nauen en Oranienburg werd in de jaren 90 in fases stilgelegd. Op 22 april 1993 het traject tussen Kremmen en Germendorf, op 1 februari 1996 het traject tussen Germendorf en Oranienburg en op 30 april 1996 het traject Wustermark - Bredow - Nauen.

## Treindiensten
De Deutsche Bahn verzorgt het personenvervoer op dit traject met RE / RB treinen.
- RE 4 Regional-Express: Wismar - Wittenberge - Berlijn Hbf (laag) - Jüterbog

- RB 20 Regionalbahn: Oranienburg - Potsdam Hbf
- RB 22 Regionalbahn: Flughafen BBI / later Königs Wusterhausen - Potsdam Hbf
- RB 23 Regionalbahn: Michendorf - Potsdam Hbf
- RB 33 Regionalbahn: Berlijn-Wannsee - Jüterbog

## Aansluitingen
In de volgende plaatsen was of is er een aansluiting van de volgende spoorwegmaatschappijen:

### Oranienburg
- Preußische Nordbahn spoorlijn tussen Berlijn en Stralsund
- Oranienburg - Velten spoorlijn tussen Oranienburg en Velten
- NEB spoorlijn tussen Schmachtenhagen en Fichtengrund / Oranienburg

### Kremmen
- Kremmener Bahn spoorlijn tussen Berlijn-Schönholz en Kremmen
- Kremmen - Meyenburg spoorlijn tussen Kremmen en Meyenburg

### Nauen
- Berlin-Hamburger Bahn spoorlijn tussen Berlijn en Hamburg
- OKE (DB 6509) spoorlijn tussen Nauen en Velten (Mark)
- DB 6508 spoorlijn tussen Nauen en Neugarten
- RSN smalspoor lijn tussen Rathenow en Nauen (750 mm)

### Wustermark
- Berlin-Lehrter Eisenbahn spoorlijn tussen Berlijn Lehrter Bahnhof en Lehrte bij Hannover
- Havelländische Eisenbahn diverse lokaal spoorlijnen

### Aansluiting Wustermark
- Berliner Außenring spoorlijn rond Berlijn

### Aansluiting Golm
- Stammbahn spoorlijn tussen Berlijn en Maagdenburg
- Berliner Außenring spoorlijn rond Berlijn

### Aansluiting Potsdam Wildpark Süd/Ost
- Stammbahn spoorlijn tussen Berlijn en Maagdenburg

### Potsdam Pirschheide
In 1958 werd station Potsdam Süd aangelegd met perrons aan de Umgehungsbahn (Brandenburg) en aan de Berliner Außenring. Het station werd toen Potsdam Hbf genoemd. Later kreeg het station de naam Potsdam Pirschheide. Het perron aan de Berliner Außenring wordt niet meer gebruik voor personenvervoer.
- Berliner Außenring spoorlijn rond Berlijn

### Aansluiting Lienewitz / Beelitz
- Wetzlarer Bahn spoorlijn tussen Berlijn Charlottenburg en Blankenheim

### Treienbrietzen
- Brandenburgische Städtebahn spoorlijn tussen Neustadt (Dosse) en Treuenbrietzen

### Jüterbog
- Anhalter Bahn spoorlijn tussen Berlijn Anhalter Bahnhof en Halle Hbf
- Königlich Preußische Militär-Eisenbahn militaire spoorlijn tussen Schöneberg, tegenwoordig Berlin-Schöneberg en Jüterbog
- Jüterbog-Lückenwalder Kreiskleinbahnen (JLKB) voormalige smalspoorlijnen

## Elektrische tractie
Een deel van het traject werd geëlektrificeerd met een spanning van 15.000 volt 16 2/3 Hz wisselstroom.